# Polski izvor
Polski izvor (bulgariska: Полски извор) är ett distrikt i Bulgarien.   Det ligger i kommunen Obsjtina Kameno och regionen Burgas, i den östra delen av landet, 300 km öster om huvudstaden Sofia.
I omgivningarna runt Polski izvor växer i huvudsak lövfällande lövskog. Runt Polski izvor är det ganska glesbefolkat, med 24 invånare per kvadratkilometer.